# Undinella acuta
Undinella acuta is een eenoogkreeftjessoort uit de familie van de Tharybidae. De wetenschappelijke naam van de soort is voor het eerst geldig gepubliceerd in 1971 door Vaupel Klein.